# Idealbild
Das Idealbild bezeichnet allgemein eine Person, eine Sache oder etwas Abstraktes, die etwas Bestimmtes vollkommen, erfunden oder formvollendet repräsentieren (zum Beispiel das Idealbild einer Frau, eines Brunnens, einer Gesellschaft); es steht im Gegensatz zu gegebenen unvollkommenen oder hinsichtlich der Form nicht vollendeten, realen Personen, Sachen oder Abstrakta.
In einer spezielleren, psychologischen Bedeutung gehört das Idealbild wie das Selbstbild zum sogenannten Selbstkonzept einer Person und bezeichnet die Vorstellungen einer Person darüber, wie sie gern sein möchte oder andere sie haben möchten. Beide Begriffe spielen z. B. im Konzept der klientzentrierten Therapie von Carl Rogers eine wichtige Rolle. Diskrepanzen zwischen beiden Bildern sind charakteristisch für bestimmte Störungen – die Reduktion der Diskrepanz zwischen Selbst- und Idealbild ist ein Therapieziel.
Diese Selbstbild-Idealbild-Diskrepanz ist messbar mit Hilfe des sogenannten Persönlichkeits-Q-Sorts, wo Aussagen (auf Kärtchen vorgegeben), einmal nach dem Zutreffensgrad so zu sortieren sind, wie man sich selbst einschätzt (Selbstbild) und einmal so, wie man gern sein möchte (Idealbild). Daraus lässt sich der Unterschied direkt ableiten in Form eines Übereinstimmungswertes.